# Knautia slovaca
Knautia slovaca är en tvåhjärtbladig växtart som beskrevs av J. Stepánek. Knautia slovaca ingår i släktet åkerväddar, och familjen Dipsacaceae. Inga underarter finns listade i Catalogue of Life.